# Gramsespektrum - Greatest Hits 1996-1998
Gramsespektrum – Greatest Hits 1996-1998 er en cd udgivet i 1998 med det bedste fra Gramsespektrum, der var et satirisk radio og tv-program, lavet af Simon Bonde og Peder Pedersen for Danmarks Radio i perioden 1996 til 1998.
Udgivelsen opnåede fra 1998 til 1999 at ligge 25 uger på den danske top 20 hitliste med en 13. plads som den højeste placering.

## Nummerliste
1. "Intro"
2. "Kontrollørerne: Vi Jagter Dig"
3. "Springerspaniel / Corn Flakes Lort / DSHOI"
4. "Diverse Targeting"
5. "Ninjaen Bolette / DSHOI / Aggemam"
6. "Vagn & Ole: Lonnie"
7. "Kosmo / DSHOI / Musse & 1/2 Liter Cola / Word-Ski-Love-Interview"
8. "Word-Ski-Love / Rapmachine"
9. "DSHOI / Akva / Aggemam / Gert K Interview"
10. "Gert K: Midt I En Drøm"
11. "Richard Zedalius / Sprogminuttet / DSHOI"
12. "Curly Fries: Vi Kaster Med Sten"
13. "Søvand / Lorrot"
14. "Glenn & Shorty: Bademestrenes Storhedstid"
15. "Tillingerne / Michael Collin"
16. "Lystfisk Hustlers: Lystfisk Hustlers"
17. "Sjovhedsnyt / Fiskeauktionsraggamuffin / P1"
18. "2 Mad Istaz: Merethe"
19. "Up-Rockens Historie / Gæt Kvindens Alder / Sjovhedsnyt / Så'n Er Det Bare"
20. "Gert K: Mange Penge"
21. "Rytmisk Skænderi-Forum / Aggemam / Sjovhedsnyt"